# Scaphobaeocera piceoapicalis
Espèce
Scaphobaeocera piceoapicalis est une espèce de coléoptères de la famille des Staphylinidae et de la sous-famille des Scaphidiinae.

## Répartition et habitat
Cette espèce est décrite d'Australie.